# Kamelhof Rotfelden

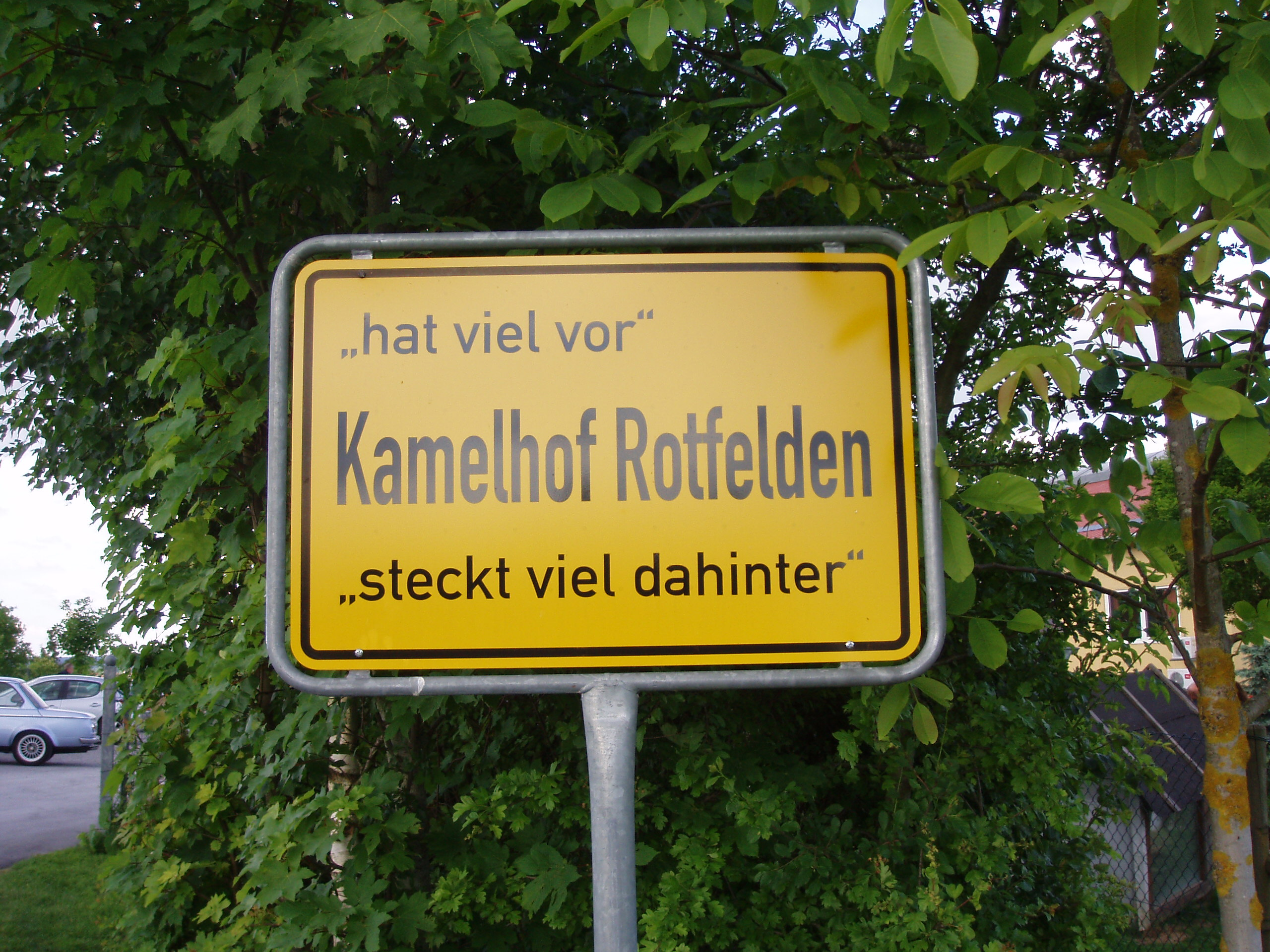
Schild beim Kamelhof Rotfelden

Der Kamelhof in Rotfelden war mit 94 (Juni 2009) Kamelen, hauptsächlich Altweltkamele, die größte Kamelfarm in Europa. Er wurde durch ein Feuer Anfang 2013 zerstört. Im April 2017 wurde auf dem Gelände der Freizeitpark Rotfelden eröffnet.

## Geschichte
Nachdem er in Tunesien die Kamelhaltung kennen gelernt hatte, führte der Landwirt Wilhelm Breitling Ende der 1980er Jahre mehrere Kamele nach Deutschland ein, um sie zu züchten und ihre Haltung zu erforschen. Er gründete 1990 den Kamelverein Fatamorgana und veranstaltete 1997 zusammen mit Scheich Hamdan bin Zayed Al-Nahayan aus den Vereinigten Arabischen Emiraten ein Kamelrennen auf der Galopprennbahn Hoppegarten bei Berlin vor mehr als 40.000 Besuchern. Im Mai 2002 wurde der Kamelhof in einem Ortsteil von Ebhausen im Nordschwarzwald eröffnet.
Der Kamelhof betrieb wissenschaftliche Grundlagenforschung in Zusammenarbeit mit Hochschulen und versuchte dabei zu zeigen, dass Kamele auch in Europa heimisch werden und Landwirten als Erwerbsgrundlage dienen könnten. Insbesondere die Zucht und Haltung unter landwirtschaftlichen Gesichtspunkten wurden untersucht.
Jährlich besuchten etwa 80.000 Besucher den Kamelhof, der hauptsächlich für Familien mit Kindern als eine Art Freizeitpark und Streichelzoo eine bedeutende touristische Attraktion im Nordschwarzwald geworden war. Kinder konnten die Dromedare und Trampeltiere striegeln und streicheln, die Besucher konnten darüber hinaus auf Kamelen reiten und auch größere Ausritte buchen. Behinderte Menschen wurden als therapeutische Maßnahme mit den Kamelen zusammengeführt – ähnlich wie bei der Delfintherapie. Die Therapien mussten jedoch 2008 eingestellt werden, da eine geeignete Fachkraft fehlte. Der Kamelverein Fatamorgana veranstaltete jährlich, am Wochenende nach Himmelfahrt, ein Kamelfest auf dem Hof.
Aus Altersgründen beabsichtigte Wilhelm Breitling 2012, den Hof zu verkaufen.

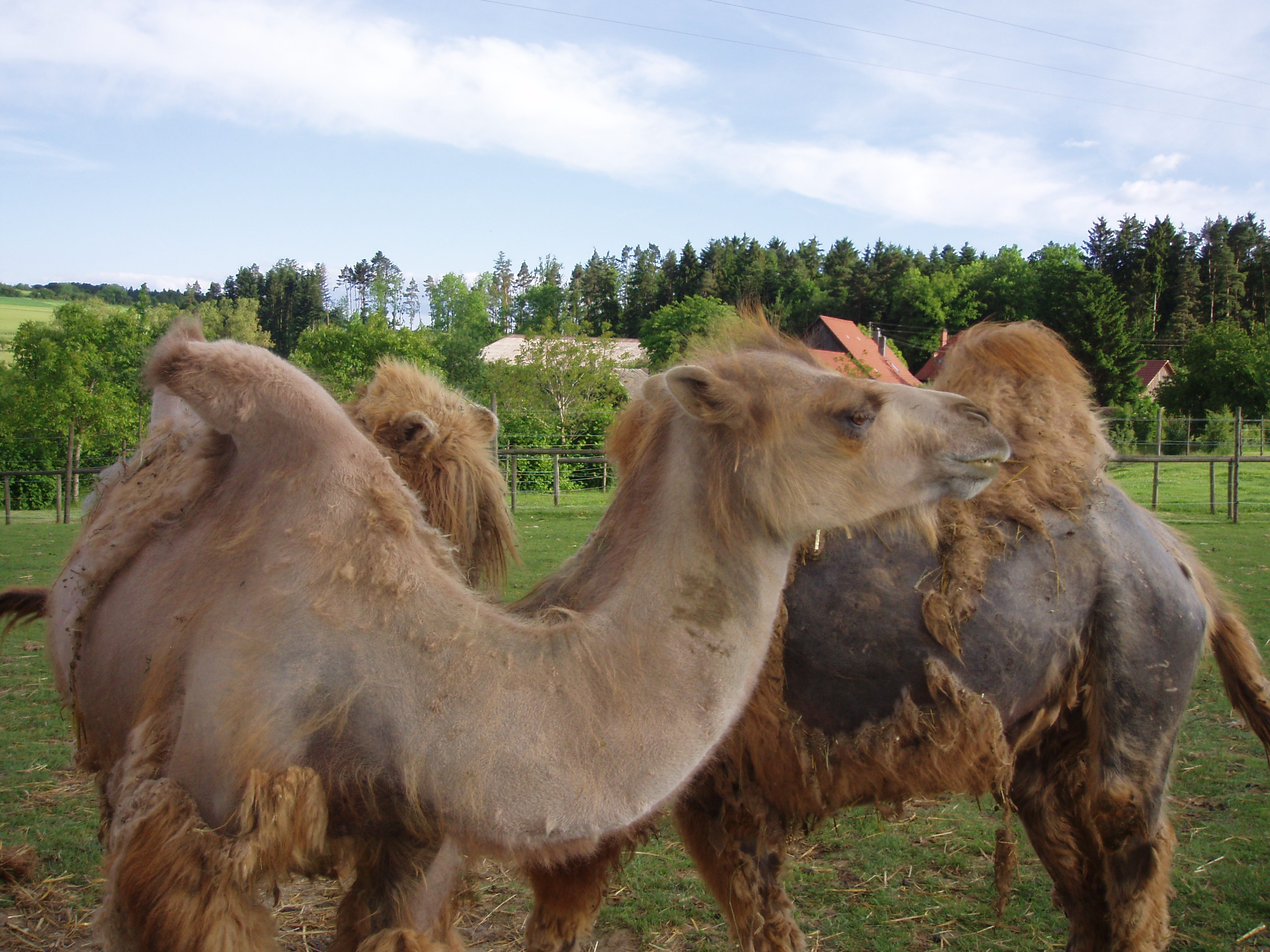
Kamele in der Außenanlage
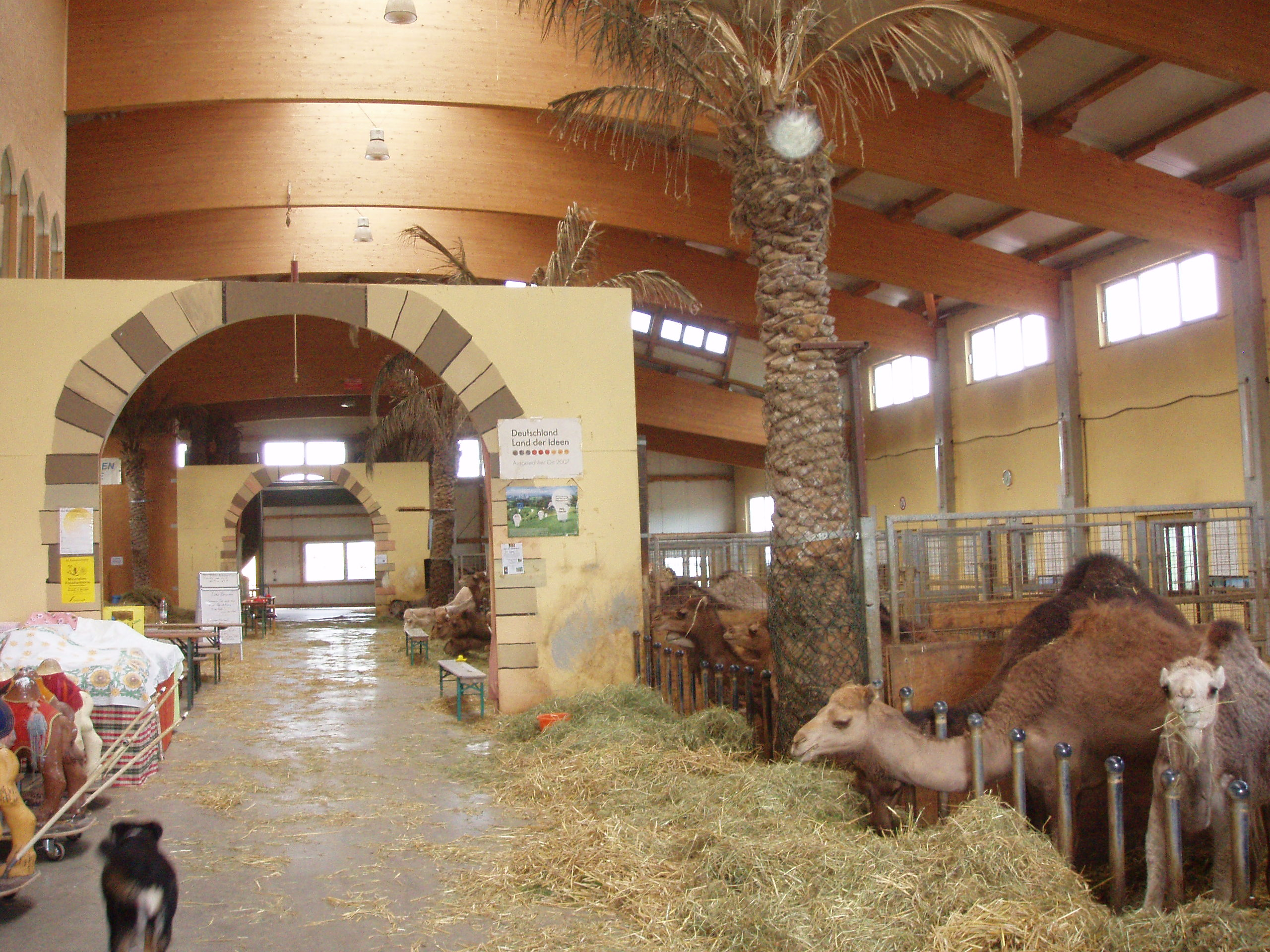
Blick in den Stall
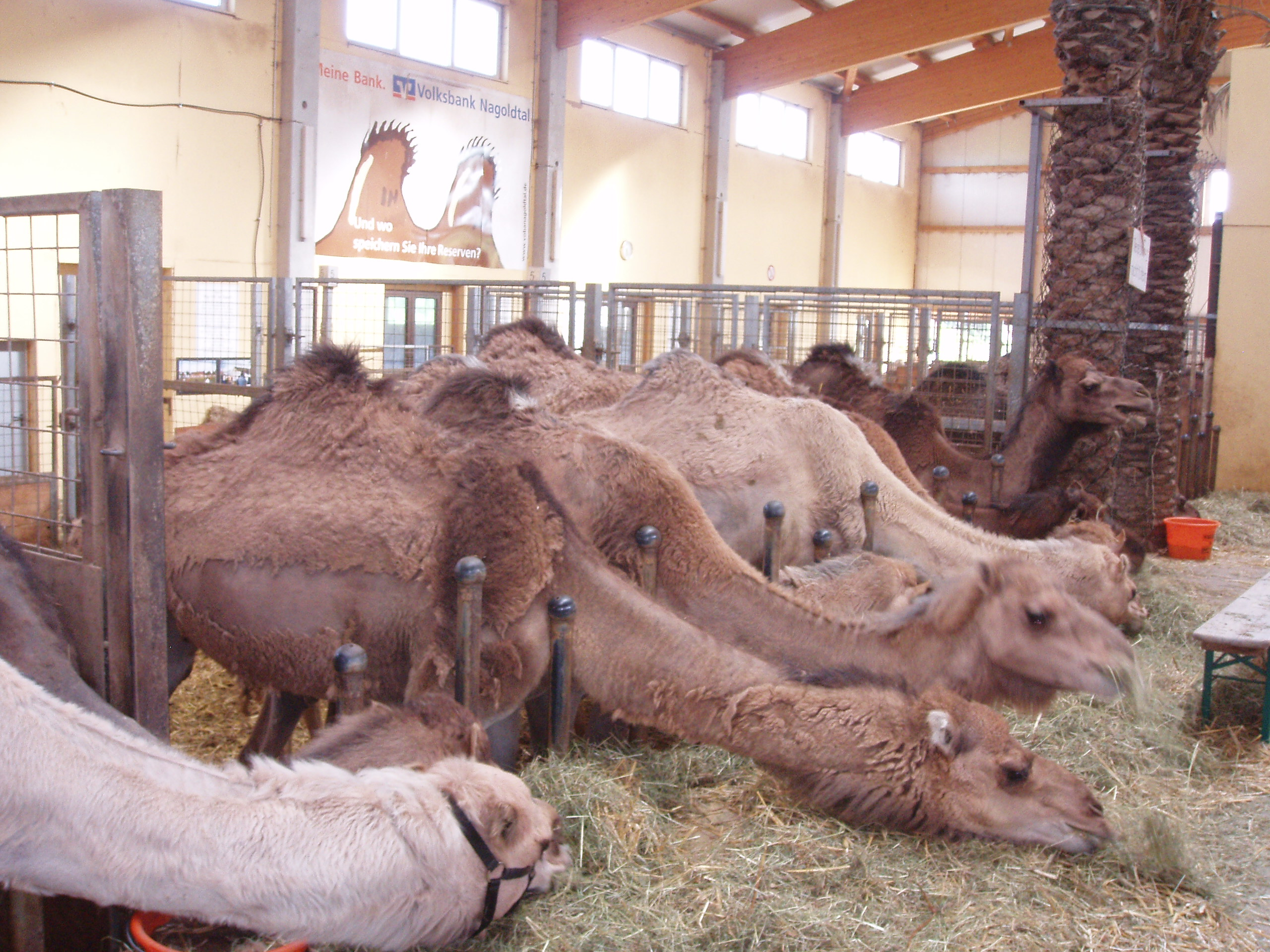
Kamele im Stall
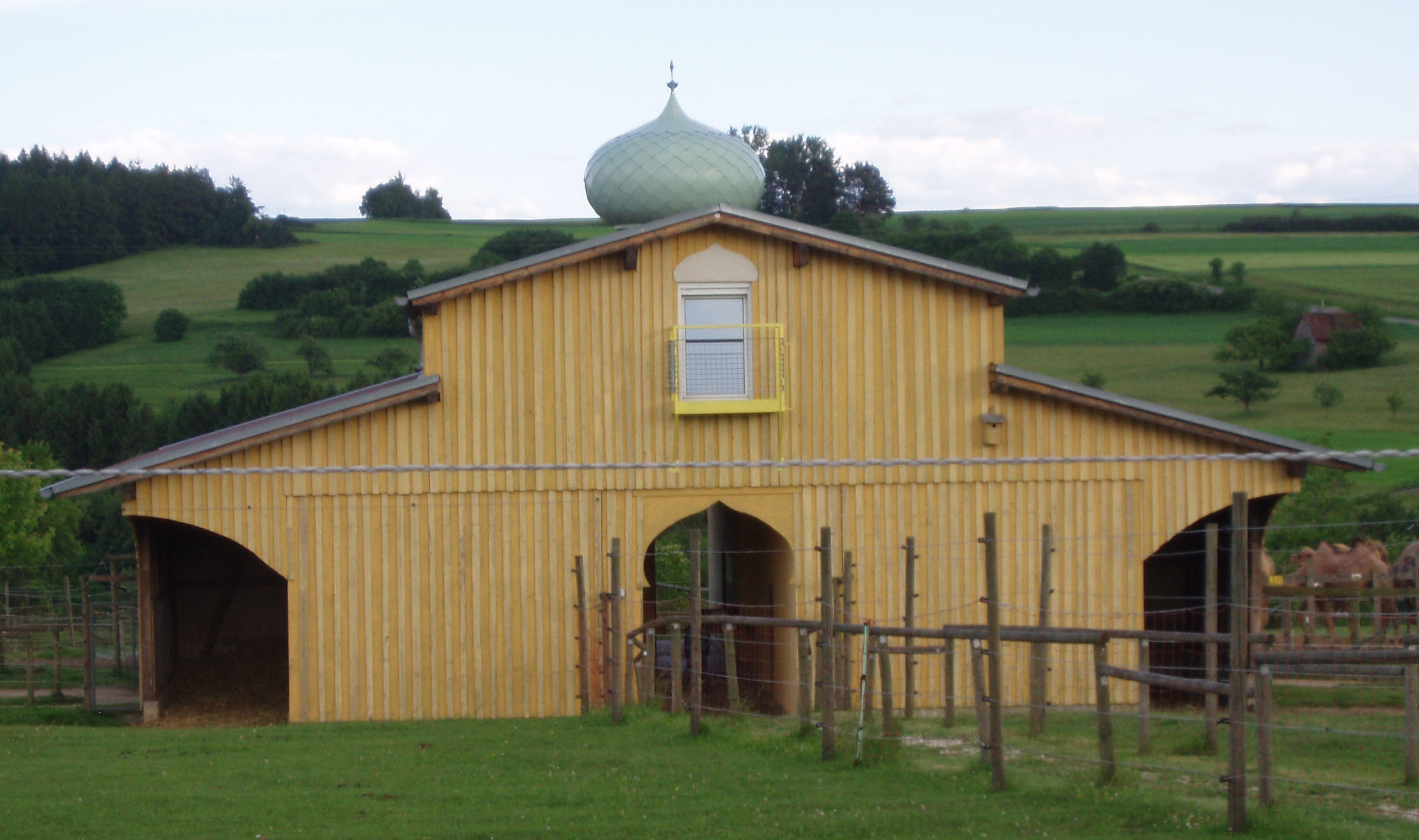
Unterstand

Der Kamelhof brannte in der Nacht vom 30. auf 31. Januar 2013 bei einem Großbrand ab, 86 Tiere starben. Der Sachschaden wurde nach Schätzungen mit über einer Million Euro beziffert. Obwohl Polizei und Staatsanwaltschaft umgehend mit der Suche nach der Brandursache begonnen hatten, blieb ungeklärt, ob der Brand durch einen technischen Defekt, Brandstiftung oder eine natürliche Ursache ausgelöst wurde.
Eine Gedenk- und Abschiedsveranstaltung, bei der auch eine Gedenktafel für die umgekommenen Tiere enthüllt wurde, fand am 18. April 2013 statt. Unter anderem sprach Staatssekretär Hans-Joachim Fuchtel bei dieser Veranstaltung.
Unter den fünf überlebenden Trampeltieren waren auch zwei trächtige Kamelstuten, deren Jungtiere nach der Katastrophe geboren wurden. Die sieben Tiere sollten in Rotfelden verbleiben, solange Wilhelm Breitling am Leben ist.
Der Kamelverein „Fatamorgana e. V.“ beschloss bei einer Hauptversammlung am 3. Mai 2014 die Auflösung zum 31. Dezember 2014. Es wurde nach Wegen gesucht, durch die Gründung eines Nachfolgevereins kamel.de das Zuhause der noch lebenden Kamele sowie die gewonnenen Erfahrungen der Nachwelt zu erhalten.
Im Jahr 2015 verkaufte Breitling den Hof an die Familie Sennert; diese errichtete den Freizeitpark Rotfelden, der im April 2017 mit einer Fußballgolf-Anlage eröffnet wurde. Die verbliebenen Kamele und ihr Nachwuchs sind Teil des Streichelzoos im Park geworden.